# Анна Павловна
А́нна Па́вловна (7 (18) января 1795, Санкт-Петербург — 1 (13) марта 1865, Гаага) — русская великая княжна из дома Романовых, младшая дочь императора Павла I, сестра императоров Александра I и Николая I; королева-консорт Нидерландов и великая герцогиня-консорт Люксембургская (1840–1849), супруга Виллема II (с 1816).
Великая княжна Анна Павловна появилась на свет в последние годы правления своей бабушки Екатерины II. В шестилетнем возрасте потеряла отца, получила домашнее образование под руководством гувернантки императорских детей графини Шарлотты Ливен, старшей сестры великой княжны Екатерины Павловны и императрицы-матери Марии Фёдоровны, с которой была близка и вела переписку до её кончины в 1828 году. В 1810 году руки Анны просил император французов Наполеон Бонапарт, однако ему было отказано.
В 1816 году она вышла замуж по настоянию сестры Екатерины за принца Виллема Оранского, сына и наследника короля Нидерландов Виллема I. Новая наследная принцесса переехала в Брюссель, где супруги жили до провозглашения независимости Бельгии от Нидерландов в 1830 году. В браке родилось четверо сыновей и дочь. В 1840 году Виллем I отрёкся от престола и супруги стали новой королевской четой. Правление Виллема II было недолгим и он скончался в 1849 году, оставив семье огромные долги. На протяжении всей жизни Анна Павловна занималась благотворительностью. Скончалась в 1865 году, пережив всех своих братьев и сестёр.

## Биография

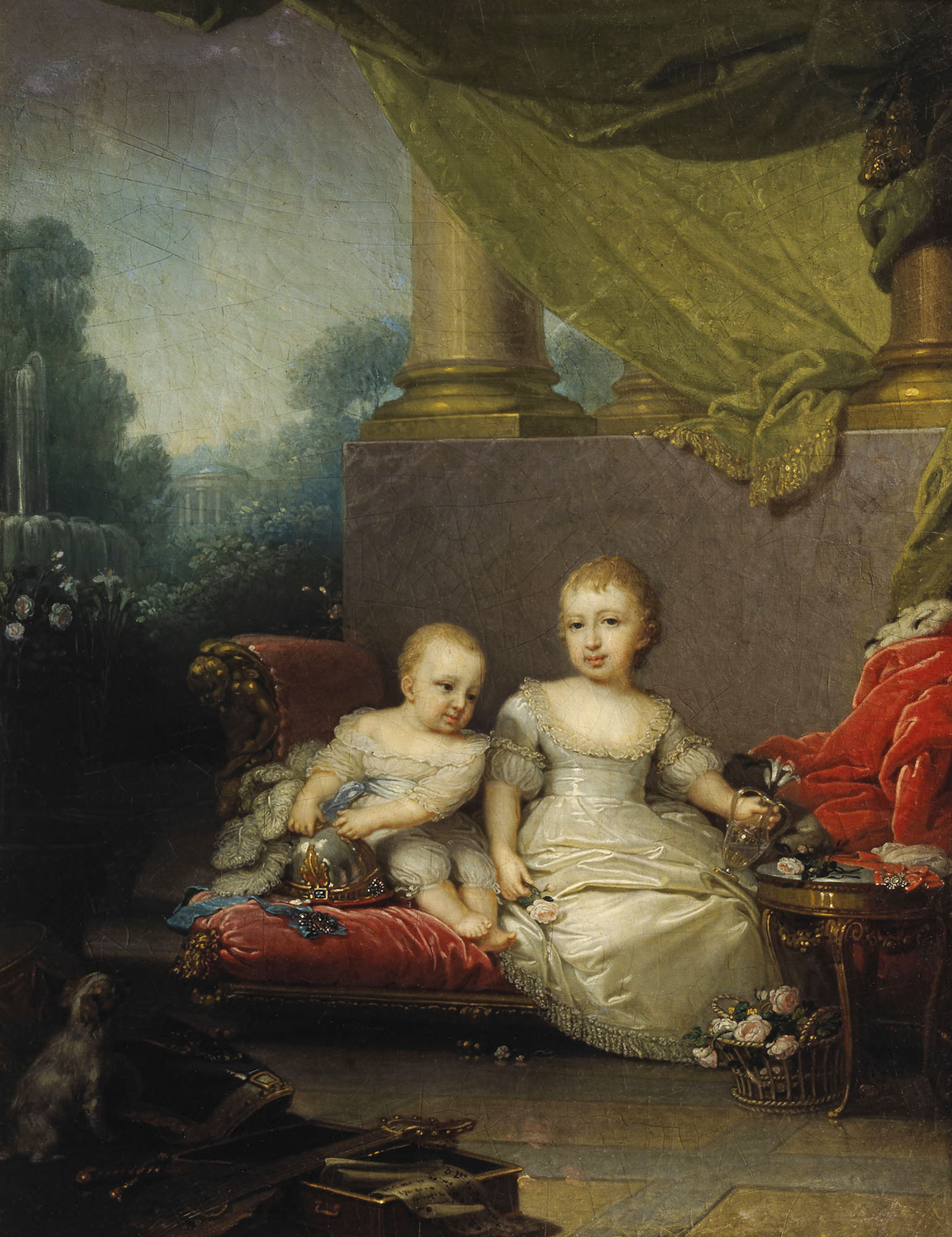
Великая княжна Анна с братом Николаем. Владимир Боровиковский, 1797, Большой Гатчинский дворец

### Ранние годы
Анна Павловна родилась пополудни в исходе 5го часа 7 (18) января 1795 года в Зимнем дворце, Санкт-Петербург, в семье российского престолонаследника великого князя Павла Петровича и его супруги Марии Фёдоровны, до замужества принцессы Софии Доротеи Вюртембергской, дочери герцога Фридриха Евгения.
В этот день в Камер-фурьерском журнале была сделана запись

Января 7 числа в воскресенье. Её императорское высочество государыня великая княгиня пополудни в исходе 5го часа вечера благополучно разрешилась от тяжкого бремени и всевышний Бог даровал Их императорским высочествам дочь, а Её императорскому величеству внучку и оной наречено имя Анна,

а в «Санкт-Петербургских ведомостях» от 16 января 1795 г. опубликовано сообщение

Сего Генваря 7.го числа, вѣ воскресенье, по полуночи вѣ 5 часу, Ея Императорское Высочество Государыня Великая Княгиня МАРIЯ ѲЕОДОРОВНА, в зимнемъ дворцѣ благополучно разрѣшилась отъ бремени рожденiемъ Великой Княжны, которой послѣ молитвы наречено имя АННА.

Крещена была 14 января 1795 года в 12 часу утра в Придворной большой церкви Зимнего дворца. К купели новорождённую несла статс-дама Шарлотта Карловна Ливен в сопровождении обер-шталмейстера Льва Александровича Нарышкина и генерал аншефа Николая Ивановича Салтыкова, которые поддерживали подушку и покрывало. Крёстной была сама императрица, которая наложила на великую княжну орден Святой Екатерины. По окончании литургии с Адмиралтейской и Петропавловской крепостей производилась «пушечная пальба» 301 выстрелом под колокольный звон в церквях. Её императорское величество императрица Екатерина II принимала всеподданнейшие поздравления в Кавалерской комнате (ныне – зал № 280), а Его императорское высочество государь цесаревич – в собственных покоях. В 14 часов в Кавалергардской комнате (ныне – Александровский зал, № 282) состоялся праздничный обед на 49 кувертов. При питии за здравие высоконовокрещённой благоверной великой княжны Анны Павловны, Её императорского величества, Их императорских высочеств и всех верноподданных производилась пушечная пальба с Адмиралтейской крепости.
Рождение ребёнка не обрадовало ни родителей, ни бабушку Екатерину II, так как девочка была уже шестой дочерью у своих родителей. «Много девок, всех замуж не выдадешь» — сказала императрица, узнав о рождении внучки. Девочка была названа в честь своей прабабушки российской цесаревны Анны Петровны.
На следующий год её отец занял после смерти Екатерины Великой российский престол. Анна вместе с семьёй в течение последующих лет жила в нескольких императорских резиденциях: Гатчине, Павловске, Петергофе, в Царском Селе и Санкт-Петербурге. После смерти отца в 1801 году, когда Анне  было шесть лет, она вместе со своей матерью и двумя младшими братьями, Николаем и Михаилом, жила в Павловске. Здесь юную великую княжну учили иностранным языкам, истории, математике и естественным наукам, музыке и живописи. Образование юная княжна получала под руководством графини Шарлотты Ливен, которая была гувернанткой и у её старших сестёр. По свидетельствам современников великая княжна в детстве и юности не была склонна к наукам; высоких достижений она добилась только в рисовании. Анна вела интенсивную переписку со своей старшей сестрой Екатериной, принцессой Ольденбургской, которая жила вместе с мужем в Твери.
Когда великой княжне ещё не исполнилось 15 лет, Наполеон I, желая породниться с русским императорским домом и тем укрепить дружественные отношения с Россией, просил в 1809 году, через французского посла Коленкура, руки Анны Павловны. По донесению французского посла в 15 лет она:

была высока ростом для своего возраста и более развита, чем обыкновенно бывает в этой стране, так как, по словам лиц, посещавших двор её матери, она вполне сформирована физически. Рост её, стан, всё указывает на это. У неё прекрасные глаза, нежное выражение лица, любезная и приятная наружность, и хотя она не красавица, но взор её полон доброты. Нрав её тих и, как говорят, очень скромен. Доброте её дают предпочтение перед умом. Она уже умеет держать себя, как подобает принцессе, и обладает тактом и уверенностью, необходимыми при дворе.— 
Как и за год перед тем, при сватовстве Наполеона к великой княжне Екатерине Павловне, Александр дал уклончивый ответ, ссылаясь на юность великой княжны. Основным противником такого брака была императрица Мария Фёдоровна, смотревшая на Наполеона как на выскочку и исчадие революции. Через несколько недель император Александр I передал французскому послу, что Мария Фёдоровна выдаст замуж свою дочь Анну лишь через два года. После отказа с российской стороны Наполеон женился на представительнице австрийского императорского дома эрцгерцогине Марии Луизе, дочери императора Франца II. Прусский король Фридрих Вильгельм III, овдовевший в 1810 году, был одним из претендентов на руку Анны Павловны. Однако по настоянию её сестры Екатерины брак между вдовцом и великой княжной не состоялся. Ещё одним кандидатом на брак с дочерью российского императора был Шарль-Фердинанд, герцог Беррийский, племянник восстановленного на французском престоле короля Людовика XVIII и сын будущего короля Карла X. Это замужество также не состоялось.

### Замужество
Будущего супруга для Анны выбрала её сестра Екатерина Павловна. Им стал Виллем, принц Оранский, сын и наследник короля Нидерландов и великого герцога Люксембургского Виллема I и принцессы Вильгельмины Прусской. В январе 1816 года по приглашению Александра I принц Виллем прибыл в Санкт-Петербург. 9 (21) февраля 1816 года 21-летняя Анна Павловна вступила в брак с нидерландским наследным принцем Оранским. Венчание прошло в церкви Зимнего дворца по двум обрядам: сначала по православному, затем — по протестантскому. Приданое русской невесты было огромно. От своего брата императора Александра I она получила 1 миллион рублей в дополнение к деньгам из фонда, созданного Павлом I. Также вдовствующая императрица обеспечила дочь 10 000 рублями в год. Впоследствии большую часть личных средств Анна Павловна потратила на благотворительные цели. Полная опись приданого Анны Павловны составила сорок шесть страниц. В качестве подарка на свадьбу император Александр I преподнёс сестре  серебряный столовый сервиз, для изготовления которого переплавили царские врата церкви Архангела Михаила в Михайловском замке. Брачный
договор между Виллемом Оранским и Анной Павловной был составлен на русском и французском языках и ратифицирован 9 марта 1816 года императором Александром I. В документе указывалось, что принцесса Оранская сохранит свою православную веру, а дети будут принадлежать нидерландской протестантской церкви.
В июле 1816 года супруги прибыли в Нидерланды, где официально получили титулы «принца и принцессы Оранских». На новую родину вместе с великой княжной отправились большой штат прислуги и личный духовник, а при дворе новой кронпринцессы, который располагался в Брюсселе, была возведена православная церковь. 7 июля 1816 года из Санкт-Петербурга был отправлен фрегат с приданым принцессы, уложенным в сто ящиков. Анна Павловна занялась изучением нидерландского языка, литературы и истории Нидерландов и много заботилась об учреждении учебно-воспитательных заведений для детей из бедных семей; под её покровительством было основано до 50 таких приютов. Принцесса Оранская собирала документы о связях Нидерландов и России. На новой родине великую княжну называли Анна Русская. В политику принцесса Оранская практически не вмешивалась и, как и супруг, любила искусство, особенно живопись. Её супруг плохо знал нидерландский язык, и Анне приходилось общаться с ним по-французски, а со слугами по-нидерландски. После приезда в Нидерланды Анна Павловна вела интенсивную переписку с матерью вплоть до её смерти в 1828 году.
Супруги испытывали друг к другу дружественные чувства. Их объединял интерес к живописи. В браке Анна родила четверых сыновей и дочь. В честь рождения старшего сына в 1817 году король подарил Анне домик Петра I в городе Зандаме, где русский царь жил в 1697 году во время пребывания в Голландии с Великим посольством. По приказанию Анны Павловны для ветхого строения был построен каменный футляр по образцу сооруженного императрицей Екатериной II покрытия для Домика Петра в Санкт-Петербурге. У Анны Павловны не сложились хороших отношений с родителями мужа, особенно с королём, ревновавшим своего сына из-за его тёплых отношений с императором Александром I.

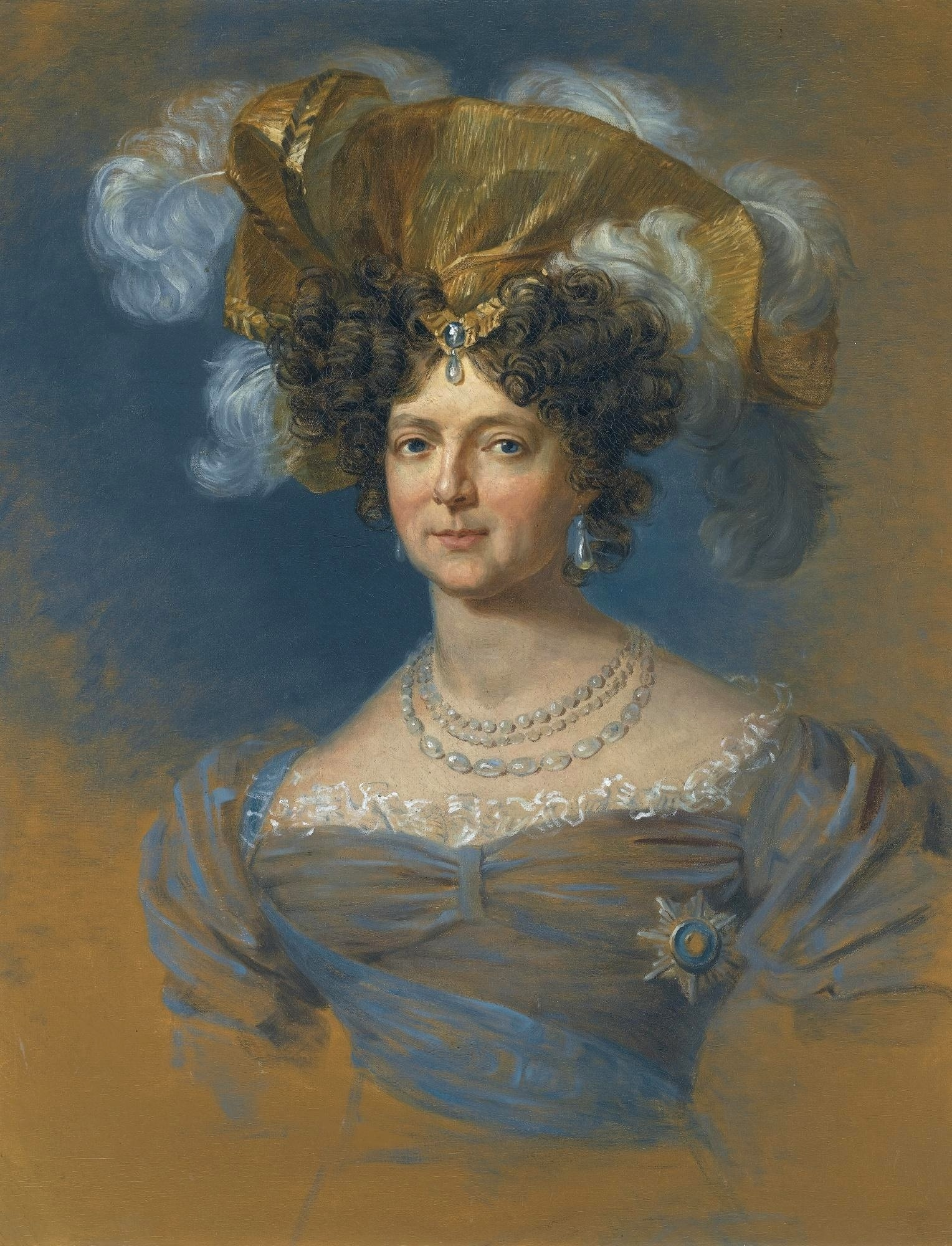
Вдовствующая императрица Мария Фёдоровна. Джордж Доу, 1820-е, местонахождение неизвестно

В 1820 году резиденция супругов в Брюсселе сгорела. Было уничтожено большинство вещей, которые Анна Павловна привезла из России. По распоряжению вдовствующей императрицы её дочери были высланы семейные портреты, книги, драгоценности, одежда. Узнав о потере своей дочерью фамильных драгоценностей, вдовствующая императрица написала возмущённое письмо: «Скажи мне, дорогая Аннет, как тебя угораздило потерять все свои бриллианты? Я не понимаю, почему они не были спасены в первую очередь». Далее мать посоветовала просеять уголь от пожара и поискать жемчуг, бриллианты и драгоценные камни. 
Осенью 1824 года принц и принцесса Оранские прибыли в Российскую империю с официальным визитом, который продлился почти год. Уехали супруги в конце лета 1825 года. Осенью 1825 года из письма матери Анна узнала о кончине брата-императора, который был близок великой княжне. Супруг Анны выехал в Россию, где присутствовал на похоронах; общался со своей тёщей и новым императором Николаем I.  В 1828 году скончалась вдовствующая императрица Мария Фёдоровна, мать Анны. На похоронах она не присутствовала. Принцесса Оранская писала брату Константину: «Для нас, для меня началась новая жизнь... Мама была моим защитником, моим помощником, я могла открыться ей, и она снисходила до того, чтобы утешить меня и ободрить своим советом». В наследство от матери Анна Павловна получила картину Мурильо, которая висела в личных покоях Марии Фёдоровны. В следующем году из дворца в Брюсселе, где проживали супруги, было украдено большое количество драгоценностей принцессы, общей стоимостью свыше 2 миллионов гульденов. В 1833 году супруги вновь приехали в Россию вместе со старшим сыном; через год родину матери посетил младший сын принц Генрих.
В 1830 году бельгийский национальный конгресс провозгласил независимость от Нидерландов и представители династии Оранских, которые впредь не могли занять бельгийский престол, вынуждены были выехать за границу. Анне Павловне и её супругу пришлось покинуть их недавно выстроенный новый дворец в Брюсселе.

### Королева

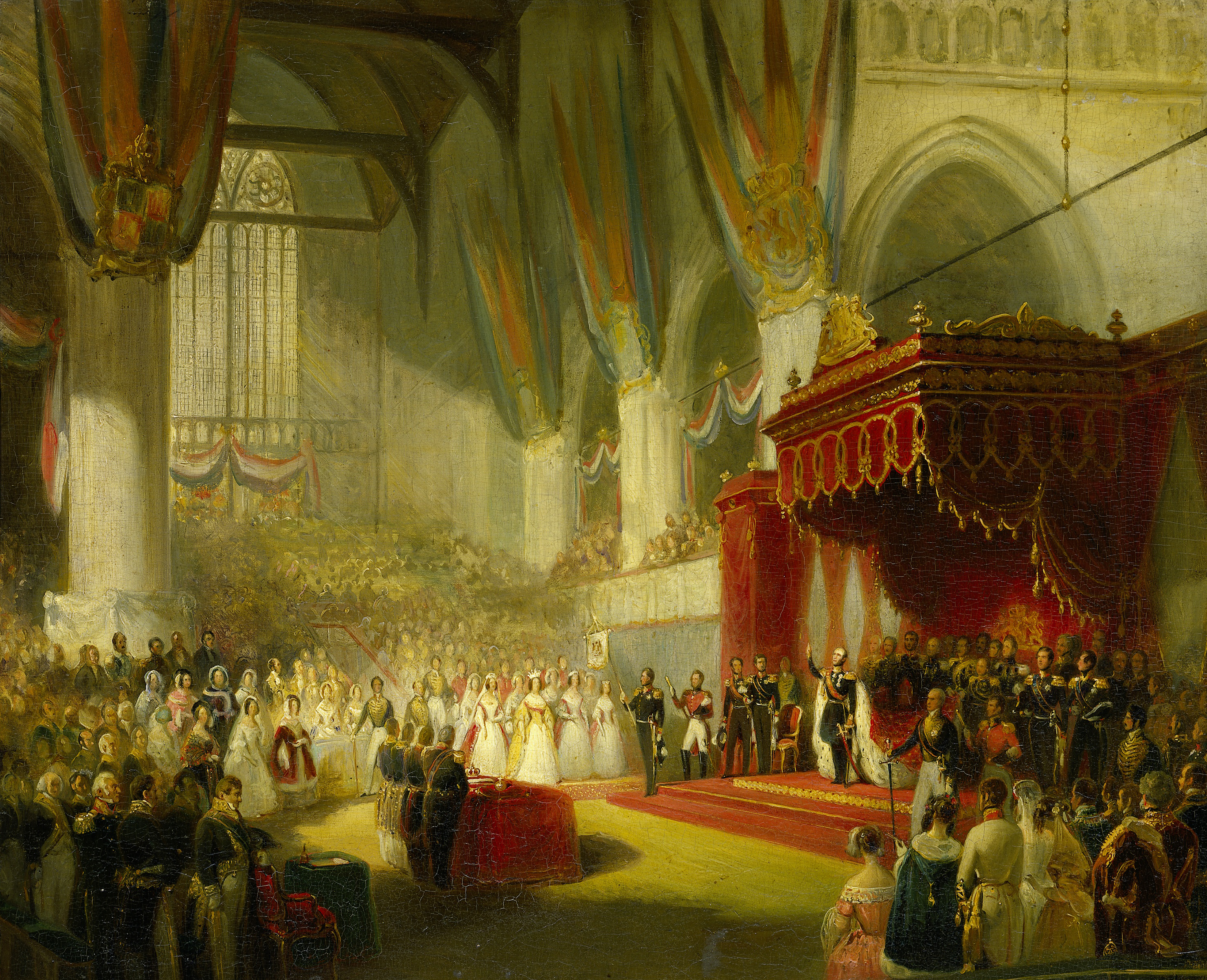
Коронация Виллема II. Николас Пинеман, между 1840 и 1845 годами, Рейксмюсеум

В 1840 году король Виллем I отрёкся от престола. Анна Павловна с супругом стали новыми королём и королевой. Коронация супругов подверглась критике среди нидерландского общества. Прибывших на коронацию смущал английский акцент нового короля, а сама церемония была слишком пышной и роскошной. Некоторые полагали, что «новое правление принесёт и новые идеи, которые больше подошли бы прошлому веку или другому народу». Королева прибыла на торжество в платье из серебряной с золотом ткани и в своих бриллиантах, а король, в свою очередь, был в русском мундире образца 1812 года. Новая королева передала свои фамильные бриллианты для изготовления короны Виллема II и они до сих пор украшают королевскую регалию. Недолгое правление короля Виллема II в основном было связано с окончательным утверждением в Нидерландах конституционной монархии.
Анна Павловна постоянно пополняла свою коллекцию драгоценностей через ювелиров Гааги и Лондона. Королеве подавали хлеб, испеченный русским пекарем в Гааге. В каждом королевском дворце была русская православная часовня, где постоянно проходили службы. Несколько раз в день Анна Павловна меняла свои платья, а по указанию супруга для неё были разбиты висячие сады при королевских дворцах.
За год до смерти мужа Анна Павловна потеряла любимого сына Александра, умершего от туберкулёза в возрасте 29 лет.

### Вдовство

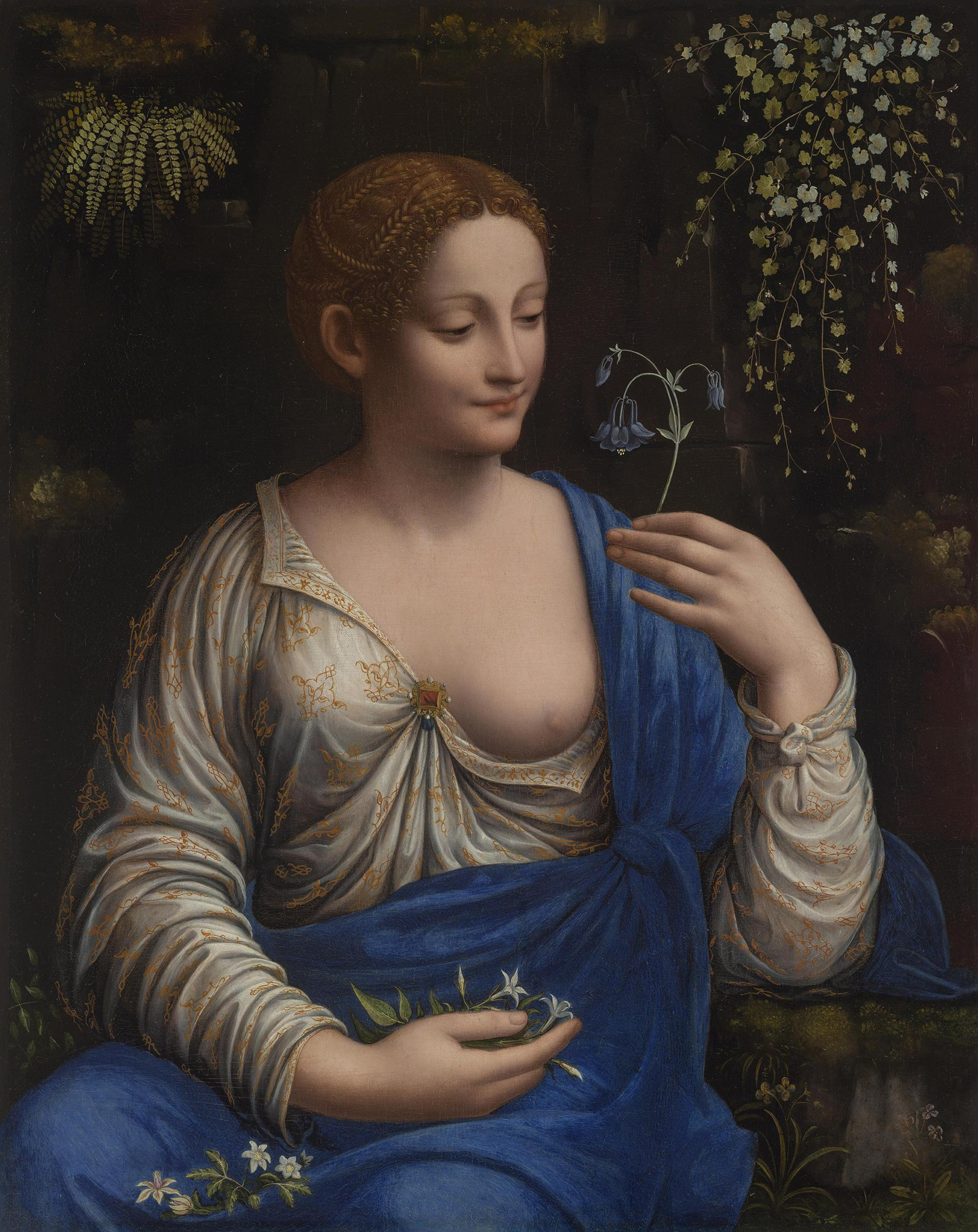
Франческо Мельци. Флора. Около 1520. Холст, масло, 76 × 63 cм. Государственный Эрмитаж. Картина происходит из собрания короля Виллема II и приобретена Николаем I.

Король Виллем II неожиданно умер 24 марта 1849 года, оставив своей супруге и сыну, новому королю Виллему III, бесчисленное множество долгов. Общее число долгов составляло около 4,5 миллионов гульденов, из которых 1 миллион король в 1848 году занял у императора Николая I под залог своей коллекции живописи. Анна Павловна пыталась продать картины своему брату в счёт погашения долга. В итоге, из-за размолвки вдовствующей королевы со своими детьми, считавшими, что картины можно будет продать на аукционе за гораздо более высокую цену, сделка между родственниками не состоялась, а долг русскому императору выплатил брат Виллема II принц Фредерик. 12 августа 1850 года собрание Виллема II было выставлено на аукцион, который не оправдал ожидания наследников. Суммарная выручка от продаж картин, скульптур и рисунков составила 771 059 гульденов. Императором Николаем I были куплены 13 картин, одиннадцать из которых сейчас находятся в Государственном Эрмитаже.

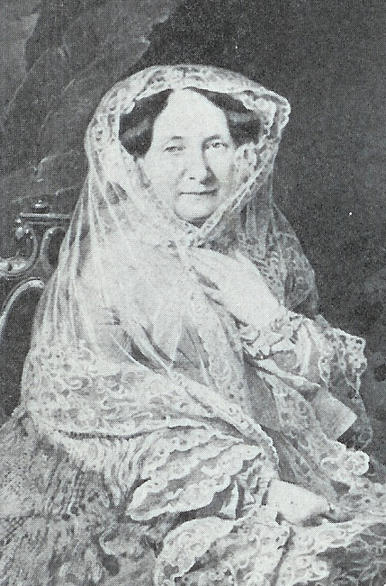
Фотография королева-матери Анны Павловны. Роберт Хенрик Вильгельм Северин, ок. 1855 года, Дордрехт, Хёйс ван Гейн

В 1853 году Анна Павловна навещала сестру Марию в Веймаре и вместе с ней приехала в Россию, посетив Москву и Санкт-Петербург. Королева посетила Гатчину и Царское Село, где познакомилась со многими молодыми членами императорской семьи. Около своего дворца Сустдейк вдовствующая королева открыла школу-приют. Подобные заведения она создавала по всей стране. Во время Крымской войны королева на личные средства доставляла на родину перевязочные пакеты для полевых госпиталей. После окончания Крымской войны, в которой Франция и Россия были врагами, король Виллем III пожаловал военный орден Вильгельма как французскому императору Наполеону III, так и своему двоюродному брату царю Александру II: первому в качестве успеха в Крымской компании, второму — по случаю восшествия на престол. Мать приняла это как личное оскорбление себя и своей романовской родни и даже выразила желание навсегда покинуть Нидерланды и переехать в Россию, что вызвало неодобрение императорской семьи. В ноябре 1855 года Анна Павловна приехала в Россию в последний раз. Сохранились воспоминания А. Ф. Тютчевой о визите вдовствующей нидерландской королевы в Гатчину:

Королева была чрезвычайно милостива, говорила массу любезностей и делала бесконечные реверанс; из одного её реверанса можно было выкроить десять наших. Королева Анна — очень почтенная женщина, полная старых придворных традиций и преданности этикету, и ещё не отправила приличия ко всем чертям, как это принято в наше время. Наши молодые великие князья и княгини, которые покатываются от смеха и делают гримасы за спиной своей тетки, лучше бы сделали, если бы последовали её примеру.— 
Вдовствующая королева Нидерландов скончалась 1 марта 1865 года во дворце Бёйстенрюс в Гааге, в котором проживала после кончины супруга, от продолжительной болезни лёгких, пережив всех своих братьев и сестёр. 17 марта её тело было перенесено в склеп Оранской династии в церкви Ньиве керк.
В честь Анны Павловны в Нидерландах назывался бывший муниципалитет Анна-Полона.

## Потомство
.

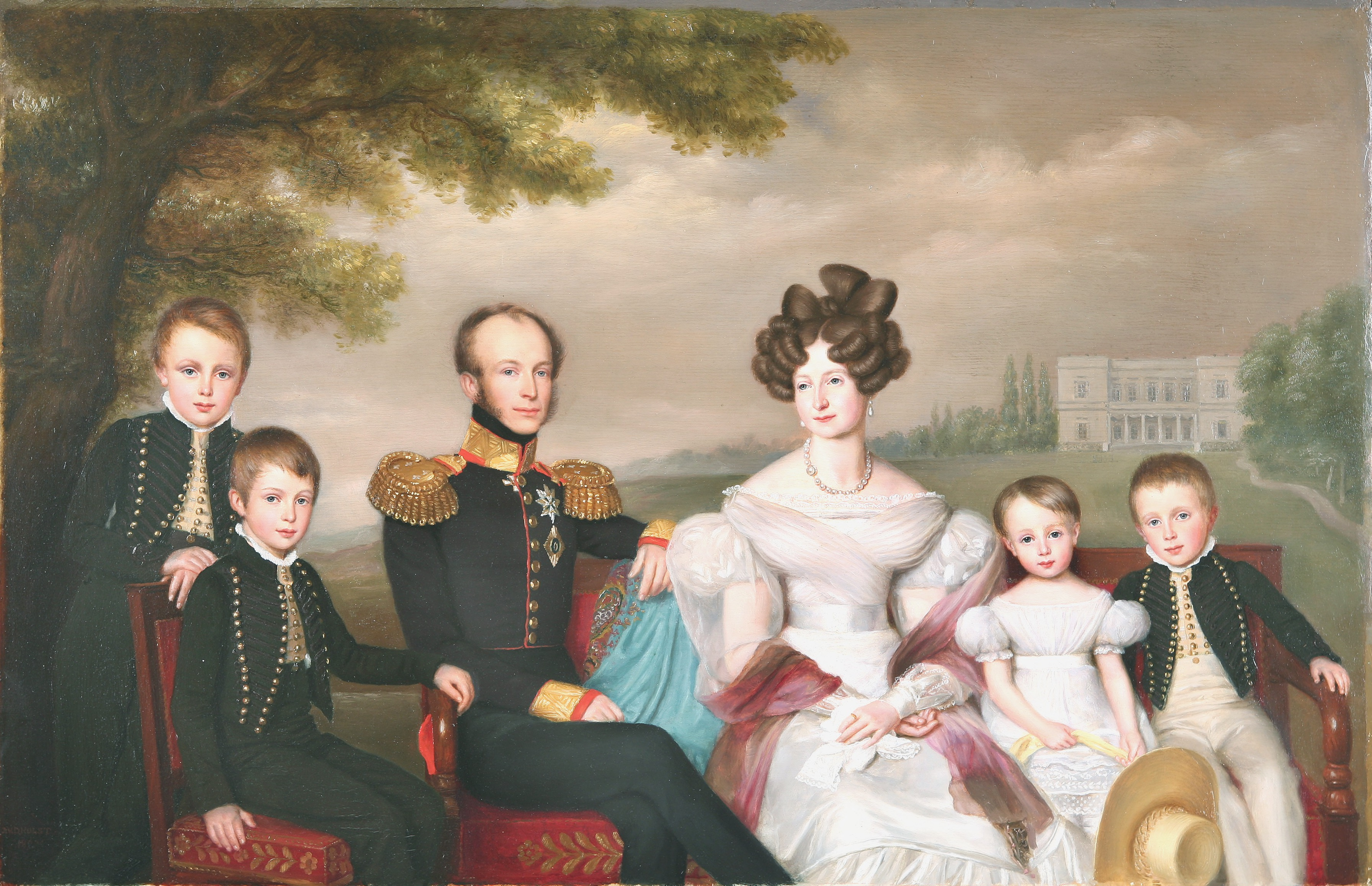
Семья короля Виллема II. Хюлст, Ян Баптист ван дер, 1832, Коллекция королевской семьи Нидерландов. Слева направо: Виллем III (15), Александр (14), Виллем II (40), Анна Павловна (37), София (8) и Генрих (12)

В браке с Виллемом II (1792—1849), королём Нидерландов и великим герцогом Люксембурга с 1840, родилось пятеро детей:
- Виллем III Александр Пауль Фредерик Лодевейк (19.02.1817—23.11.1890) — король Нидерландов и великий герцог Люксембургский с 17 марта 1849 года; был женат дважды: первым браком на немецкой принцессе Софии Вюртембергской (1818—1877), дочери короля Вильгельма I и великой княжны Екатерины Павловны, в браке родилось три сына; после её смерти женился на принцессе Эмме Вальдек-Пирмонтской (1858—1934), дочери князя Георга Виктора и принцессы Елены Нассауской, в браке родилась единственная дочь принцесса Вильгельмина, которая после смерти отца унаследовала престол;
- Виллем Александр Фредерик Константин Николай Михаил (02.08.1818—20.02.1848) — служил в нидерландской армии; рассматривался как возможный супруг для принцессы Виктории Кентской, будущей королевы Великобритании, и королевы Испании Изабеллы II; скончался от туберкулёза; не был женат и не имел потомков;
- Виллем Фредерик Генрих (13.07.1820—14.01.1879) — служил в качестве губернатора великого герцогства Люксембург; был женат на принцессе Амалии Саксен-Веймар-Эйзенахской (1830—1872), дочери принца Карла Бернхарда и принцессы Иды Саксен-Мейнингенской; после её смерти женился на принцессе Марии Прусской (1855—1888), дочери принца Фридриха и Марии Анны Ангальт-Дессауской; умер от кори; детей от обоих браков не было;
- Виллем Александр Фредерик Эрнст Казимир[нидерл.] (21.05.1822—22.10.1822) — умер в младенчестве от гидроцефалии;
- Вильгельмина Мария Луиза София (08.04.1824—23.03.1897) — замужем за своим двоюродным братом Карлом Александром (1818—1901), сыном великой княжны Марии Павловны и великого герцога Веймарского Карла Фридриха (1783—1853), имели сына и трёх дочерей.

## Награды
- 25 января 1795 — Орден Святой Екатерины 1 степени (при крещении)[42]

## Память
- В честь Анны Павловны назван род растений Павло́вния. Это название появилось из-за ошибки немецких естествоиспытателей Филиппа Зибольда и Йозефа Цуккарини, которые не могли назвать род именем Anna, поскольку такой род уже существовал, а отчество Павловна они посчитали вторым именем.
- Так же в честь Анны Павловны был назван североголландский польдер Анна-Полона. Это же название носит и община (а с 1912 года деревня), которая расположилась на данном польдере.